# Gregorius (roman)

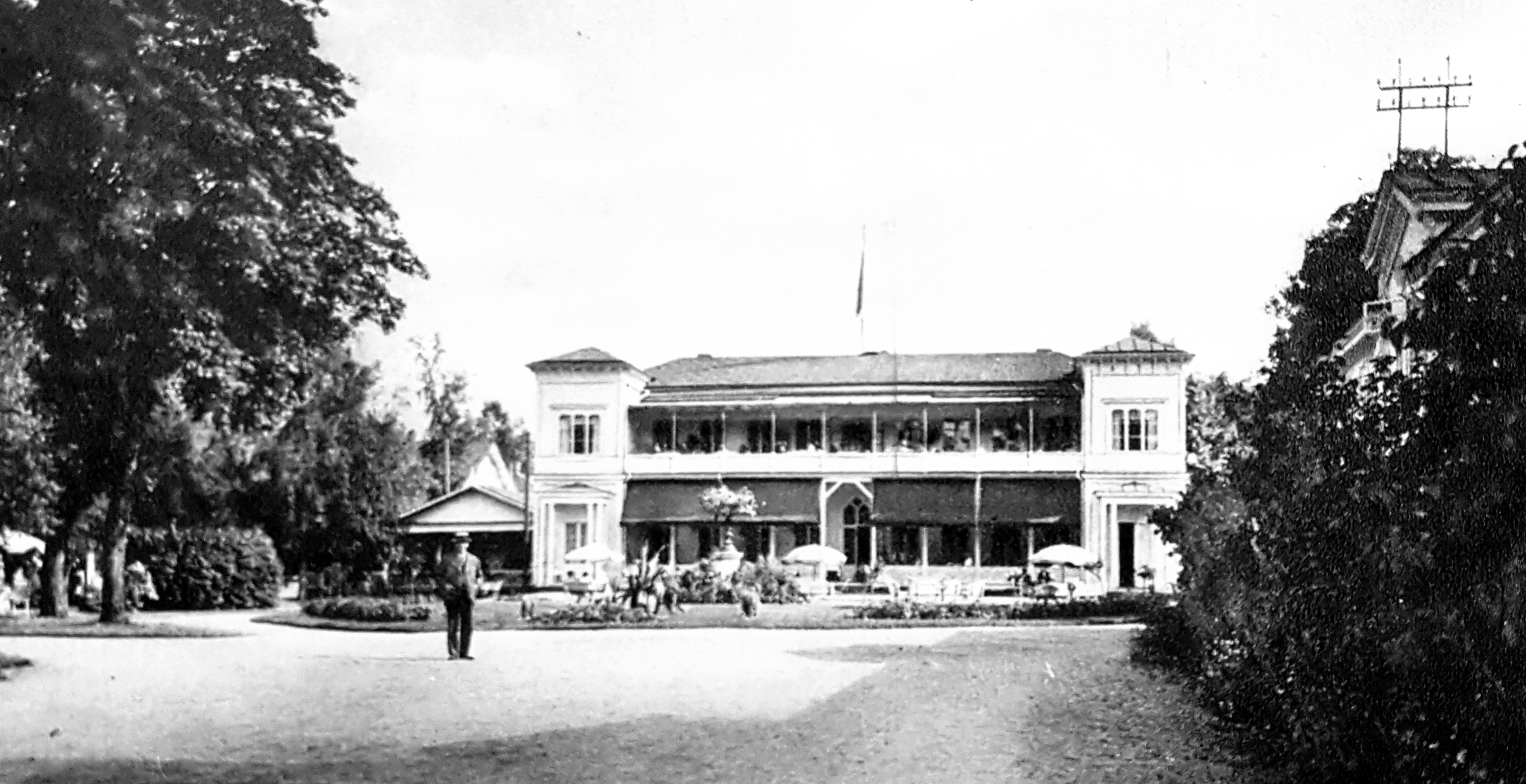
Restaurangen på Porla brunn, som den såg ut, ungefär vid tiden för pastor Gregorius´ vistelse där.

Gregorius är en svensk roman av Bengt Ohlsson. Boken är en parafras av Hjalmar Söderbergs kända roman Doktor Glas och berättar historien ur romanfiguren pastor Gregorius perspektiv. Gregorius gavs ut 2004 av Albert Bonniers förlag och vann Augustpriset samma år.

## Handling
Boken utspelar sig under en sommar i början av 1900-talet. Handlingen är primärt förlagd till Stockholm.
Bokens protagonist, pastor Gregorius, är en djupt olycklig människa. Han är olyckligt gift med den unga Helga, som konsekvent markerar sin avsky för maken. Gregorius har en intensiv längtan efter barn, men det olyckliga äktenskapet och hans ideliga misslyckade försök att få barn gör att han betvivlar att han någonsin kommer att få bli far.
Gregorius upptäcker att hans fru är otrogen. Hans olycka tilltar med detta och han tycker sig känna hur folk pratar bakom hans rygg.
Efter en undersökning konstaterar doktor Glas att Gregorius har hjärtproblem. Doktorn ordinerar pastorn vila och föreslår denne att bege sig till Porla brunn för att kurera sig. Pastorn gör så och väl där träffar han den olyckligt gifta Anna och inleder en relation med henne. Pastorn uppvisar emellertid stora svårigheter med att låta Anna komma nära honom på ett känslomässigt plan.
Pastorn reser tillbaka till Stockholm, men behåller kontakten med Anna per brev. Väl där träffar han doktor Glas, som bjuder pastorn på ett piller mot dennes hjärtbesvär. Lyckligt omedveten om att doktorn försöker mörda honom tar pastorn emot och sväljer pillret. Romanen avslutas med att pastorn känner sig lycklig till mods.

## Romanfigurer (urval)
- Gregorius, bokens protagonist och tillika berättarröst. Är präst till yrket.
- Helga, Gregorius maka. Är otrogen mot sin make.
- Doktor Glas, Gregorius läkare. Mördar Gregorius för att "befria" dennes fru från äktenskapet.
- Egon, Gregorius bror, som dog innan berättelsen utspelar sig.
- Märit, Gregorius hushållerska.
- Lydia, Gregorius före detta, men numera avlidna maka.

## Berättarteknik
Gregorius är skrivet ur ett jagperspektiv och berättas av pastor Gregorius. Berättartekniken är densamma i Doktor Glas, men där är det doktor Glas som är berättaren och den vars perspektiv således också framkommer.

## Översättningar
Gregorius finns översatt till engelska, danska, norska, finska, nederländska och franska.

## Övrigt
Bengt Ohlsson tackar i förordet pianisten Erik Satie och bandet Ministry. Han tillägnar boken till en kvinna vid namn Helena, förslagsvis hans dåvarande fästmö Helena von Zweigbergk.